# Ugo Mazzucchelli
Ugo Mazzucchelli (Carrara, Toscana, 5 de juny de 1903 - Carrara, 6 de gener de 1997), fou un antifeixista i partisà anarquista italià.

## Biografia
Nascut en una ciutat on l'anarquisme sempre ha estat força arrelat, el 9 de juny de 1921 va ser detingut i empresonat amb altres companys de Nozzano, poble de Lucca, per possessió d'armes que usaven per defensar-se dels escamots feixistes. Enquadrat en els Arditi del Popolo, en 1922 participà en la Defensa de Parma, amb 350 companys, comandats pel socialista internacionalista Guido Picelli i l'anarquista Antonio Cieri, enfrontant-se als escamots feixistes d'Italo Balbo. Les accions dels Arditi del Popolo no eren compartides pels comunistes i els socialistes i els seus militants tenien prohibit incorporar-s'hi; només sectors dissidents, com ara els seguidors d'Antonio Gramsci, hi participaren.
Després d'aquests fets, i per no implicar la seva família, es llança a la zona muntanyosa dels Alps Apuans, a prop de la pedrera de Lorano, sector en el qual actuarà més tard durant la resistència al feixisme el 1943. Durant el règim feixista pogué lliurar-se de ser detingut i confinat gràcies al seu aïllament. A partir de la primavera de 1944, amb els seus fills Alvaro i Carlo, organitzà un grup anarquista que s'uní a altres grups ja actius, com ara el comandat per Ismaele Macchiarini. Detingut a causa d'una delació nazifeixista, quan estava a punt de ser afusellat a Massa aconseguí salvar-se, ja que fou bescanviat pel fill del director de la presó pres com a ostatge per una esquadra partisana.
En tornar a la Brigada, es trobà amb el problema de l'esquadró blindat de l'SS Walther Reder, que es dedicava a aniquilar la població civil. Per contrarestar-lo es creà la Brigada Gino Lucetti (Batalló Lucetti), que a més de la lluita contra el feixisme reivindicava la Revolució social. Formà part dels grups que recaptaven l'«impost revolucionari» a industrials del marbre, banquers i potentats, per finançar el moviment partisà. El novembre de 1944 la guerrilla alliberà Carrara, però després de quatre dies la Brigada hagué de recular per manca de mitjans. Per fugir del cercle feixista, hagué d'instal·lar-se temporalment a Lucca. El març de 1945 tornà a Carrara i formà un nou grup, la Brigada Michele Schirru i un mes més tard aquesta brigada entrà amb les tropes aliades a Carrara alliberant la ciutat.
Durant la postguerra l'activitat llibertària se centrà en el suport a la població i es creà la «Cooperativa del Partisà», encarregada de la distribució dels aliments i lluitar contra l'especulació. Aquesta cooperativa organitzà 25 centres de distribució de venda d'aliments a baix preus. La caiguda del feixisme implicà la caiguda del sector del marbre, font de la vida econòmica de Carrara. Per això creà la «Cooperativa de la Construcció Gino Lucetti», on 1.500 treballadors feien feina en règim d'autogestió, lluitant alhora contra el boicot engegat pel Partit Comunista Italià (PCI) contra aquesta experiència. Entre el 15 i el 19 de setembre de 1945 es creà la Federació Anarquista Italiana (FAI) a Carrara, de la qual fou, amb altres companys (Ugo Fedeli, Alfonso Failla, Umberto Marzocchi, etc.), un dels promotors amb els seus fills. Amb el temps, esdevindrà propietari d'una important concessió d'extracció de marbre, la qual cosa l'allunyava en teoria del moviment obrer. Però, fidel a mantenir la memoria de la lluita antifeixista, el 1963 creà la secció de Carrara de la Federació Italiana de l'Associació Partisana (FIAP). En el Congrés de Liorna de 1965 encapçalà el grup contrari a la secció anarcoindividualista de L'Adunata dei Refrattari, que finalment fou expoulsada.
En els anys setanta participà, amb l'escriptor pacifista Carlo Cassola, en la Lliga pel Desarmament Unilateral. Després de molts d'anys de bregà amb les autoritats estatals, aconseguí col·locar una estela en marbre en record de Franco Serantini, assassinat per la policia el maig de 1972 a Pisa. També, després de lluitar contra totes les forces reaccionàries italianes, pogué col·locar un monument en memòria de Gaetano Bresci, l'anarquista que assassinà el rei Humbert I d'Itàlia. 

A finals dels anys vuitanta proposà la «modernització» d'alguns aspectes de la tradició anarquista i intentar compaginar-los amb els principis de la democràcia burgesa; acusat de «moderat», abandonà la FAI. Ugo Mazzucchelli va morir el 6 de gener de 1997 a Carrara (Toscana, Itàlia).